# Psychrolutes marcidus
Psychrolutes marcidus, гладкоголова риба-крапля, також відома просто як риба-крапля, — глибоководна риба родини Psychrolutidae. Була вперше виловлена недалеко від острова Тасманія австралійськими рибалками в 1926 р. Мешкає в глибоких водах біля берегів материкової Австралії і Тасманії, а також у водах Нової Зеландії.
Довжина риби-краплі зазвичай сягає до 30 см. Білуватого забарвлення. 
Характерною особливістю цієї риби є «обвислий» вигляд, звідси англійська назва — blobfish (англ. blob — означає безформну масу).  Це глибоководна риба, вона живе на глибині від 600 до 1200 м, де тиск у 60-120 разів перевищує тиск над рівнем моря, що, ймовірно, робить плавальний міхур неефективним для підтримки плавучості. Натомість м'ясо риби-краплі — це переважно драглиста маса з густиною трохи меншою, ніж густина води; це дозволяє рибі плавати над дном моря, не витрачаючи енергії на плавання.
Коли її ловлять і піднімають на поверхню, її тіло зазнає швидкої декомпресії. А оскільки м'язи риби желеподібні, вони швидко набухають, і вона набуває форми «обличчя». Звідси її поширений в інтернеті кумедний мем  (вlobfish). У природному середовищі риба-крапля виглядає більш типовою для свого класу Osteichthyes (Кісткові риби).
Як і багато риб, що живуть на великій глибині, риба-крапля має дуже малу здатність до розмноження. Самка відкладає від 1000 до 100 000 рожевих яєць, які вона формує у вигляді скупчення, яке  плаває на рівні кількох сантиметрів над морським дном. Весь період інкубації самка регулярно чистить яйця.
Основним джерелом їжі Psychrolutes marcidus є їстівні організми, які плавають перед нею, наприклад молюски, різні безхребетні, планктон чи мальки інших риб
глибоководні ракоподібні. Оскільки у риби відсутні розвинуті м'язи, вона пливе повільно або стоїть на одному місці в очікуванні здобичі, яка пропливає повз неї.
Плавці лише допомагають коригувати напрямок руху. 
Psychrolutes marcidus в даний час перебуває під загрозою зникнення. Хоча її промислово не ловлять, але вона часто потрапляє в сіті траулерів, які тягнуться по дну океану, виловлюючи омари, креветки та глибоководні риби. З кожним роком промисловий вилов зростає, завдаючи непоправну шкоду популяції риби-краплі. Спіймані рибини гинуть після того як їх піднімуть на поверхню, оскільки не витримують перепаду тиску. Ситуація з її збереженням ускладнюється ще й малою здатністю до розмноження, через що популяція відтворюється надто повільно.